# Škof Tomaž Hren
Škof Tomaž Hren je drama Denisa Poniža. Izšla je leta 1983 pri SLG v Celju.

## Osebe
- Škof Tomaž Hren
- Škofov tajnik
- Matevž Klemen, klerik
- Gregor Klemen, ljubljanski meščan, Matevžev oče
- Emanuela, Matevževa sestra
- Igralki
- Zasliševalec
- Klerik
- Sestre Agata, Kordula in Beata
- Pošasti in sanjski prividi
- Stražniki

## Vsebina
Zgodba se odvija v Ljubljani leta 1599, tretje dejanje 30 let pozneje.
1. dejanje: Hren se pripravlja, da bo luteransko kugo neusmiljeno zatrl, Tajnik ima pomisleke: v tej deželi vsi le uničujejo, prej ali slej bo tu puščava... Toda Hren misli po zmagi prinesti deželi napredek in blagostanje; zaenkrat je povabil skupino glumačev, če bo njihova moralia dobra, jo bodo pokazali tudi ljudstvu. Emanuela, voditeljica glumačev, v pogovoru s Tajnikom pove, da je Gregor Klemen, eden vodilnih luteranov v mestu, njen oče, pretrese jo vest, da bo brat Matevž postal škofov komisar. Matevž, ki je krhka in nesamostojna oseba, je fasciniran s škofovo močjo, hitro podleže njegovemu psihičnemu manevru, sprejme "božje poslanstvo" in se odreče svojemu krivoverskemu očetu; njegov pravi oče je Hren, postal bo komisar in šel na teren preganjat luterane. - Gregorja zaslišujejo, pritiskajo nanj, da bi se odrekel svoji veri, pokažejo mu tudi sinovo izjavo, v kateri ga nima več za očeta. Gregor je pretresen, a ostane trden, saj se kot dober kristjan ne čuti krivega. Škof ga ukaže zapreti. - Glumači prikažejo svojo moralio, a Hren ni zadovoljen, igralce nažene; z Emanuelo se znajdeta iz oči v oči: bila je njegova ljubica, verjela je njegovim besedam, prišla je, ker ne verjame govoricam, da je pošast in krvnik... Hren, ki je preteklost povsem zbrisal, jo hladno zavrne, ne posluša njene prošnje za očeta, ko pa Emanuela zahteva, naj pusti vsaj Matevža, da bo odšel z njo, nastopi s silo: z Matevžem se skupaj borita zoper Satana, nihče jima ne bo stopil na pot! Emanuela odroma v zapor. - Oster pogovor med škofom in Tajnikom: Tajnik ne odobrava škofovega nasilja, kot humanist vidi bližnjega, škofu očita neusmiljenost in gluhoto za človeško trpljenje - Emanuela, ki jo je bil spovedal, mu je priznala, da je splavila Hrenovega otroka, v ječi trpi, joče, ne more razumeti... Hren se za to ne meni, vidi samo mogočnost Cerkve in njeno pot k zmagi; na nikogar se ne more več zanesti, vse je strah, toda on bo vztrajal v svoji službi Bogu!
2. dejanje: Matevž se vrne s terena, kjer je med luterani sejal strah in trepet, s škofom se prisrčno objameta kakor oče in sin. Toda ko Mtevž izve za usodo svojega očeta, ki je bil umrl v zaporu, in sestre, se mu sinovska vdanost sprevrže v sovraštvo in gnus; po škofovem naročilu je klal nedolžne, ne, Hren ni od Boga, podivjana zver je, smrt! Z bodalom v roki plane iz sobe, da bi osvobodil sestro, toda pred ječo pade pod meči straže. - Emanuela na nepojasnjen način zbeži iz ječe, pojavi se v škofovi spalnici, da bi se maščevala škofu za vse trpljenje; a naleti le na sestri Agato in Kordulo, ki ju na smrt prestraši. Sestri dvigneta preplah, trdita, da je Emanuela prišla skoz steno, da je čarovnica. Škof takoj ukaže zasledovanje, dekle ima za nevarno, povezano s sovražniki. Ko Tajnik ugovarja, škof posumi, da ji je on pomagal k pobegu in ga preda zasliševalcu. Tajnik škofu očita, da njegovega napredka ni nikjer, samo mrliči so in živi, ki so polni maščevalnosti. Toda škof ne more priznati nobene napake, vsi samo čakajo, da bodo planili po njem... Tedaj pripeljejo ujeto Emanuelo; škof zahteva od nje priznanje, da ji je pri begu pomagal Tajnik, toda Emanuela noče biti orodje njegove maščevalnosti, raje bo zgnila v ječi...
3. dejanje: Škof se je, zagrenjen, odrinjen in telesno betežen, umaknjen v Gornji grad, nestrpno pričakuje Tajnika, ki je bil najavil svoj obisk. Ko ta pride, pogovor med njima ni vesel: omike, ki jo je bil Hren načrtoval, ni nikjer, ljudje hočejo živeti v blatu in mislijo samo na užitke, on pa je od vseh zapuščen starec praznih rok, ki kar naprej premišljuje, kje je naredil napako... Na Tajnikovo opozorilo, da v Ljubljani govorijo o maščevanju, prezirljivo zamahne z roko: Hudič, ki ga je tako preganjal, se je znova prikazal, te bedne svojati se ne boji! Mu je pa v veliko zadoščenje, ko Tajniku razkrije, da je strežnica, sestra Beata, plod skrivne ljubezni Tajnika s sestro Agato. Tajnik je ves iz sebe, Hren pa zadovoljen, končno sta poravnala stare račune... Ponoči mučijo Hrena moraste sanje, prikazuje se mu Emanuela, obdajajo ga strašne pošasti, obide ga misel, da je Tajnik prišel zato, da bi ga ubil. Prehiteti ga mora, Satan ne počiva! Sestro Beato pošlje po Zasliševalca in mu ukaže, naj Tajnika hitro in brez sledov spravi s poti. Nato pomirjen utone v spanec, z mislijo, da so ljudje pokvarjeni in od Satana okuženi, treba jih je nenehoma nadzorovati, jih usmerjati, nevarne pa izločati kot plevel... pred nikomer ne bo bežal, nihče mu ne bo zavdal... V sončnem jutru Beata zbudi škofa: takoj bo prinesla zajtrk, nek gospod, menda bivši tajnik, je najavil svoj obisk... Škof se z vzdihom obrne stran in negibno obleži v sončni svetlobi, ki preplavlja sobo.